# Саут Бенд (Вашингтон)
Саут Бенд (енгл. South Bend) град је у америчкој савезној држави Вашингтон. По попису становништва из 2010. у њему је живело 1.637 становника.

## Демографија
Према попису становништва из 2010. у граду је живело 1.637 становника, што је 170 (9,4%) становника мање него 2000. године.
| Група             | 2000.         | 2010.         |
| Белци             | 1.427 (79,0%) | 1.113 (68,0%) |
| Афроамериканци    | 3 (0,2%)      | 3 (0,2%)      |
| Азијати           | 89 (4,9%)     | 90 (5,5%)     |
| Хиспаноамериканци | 167 (9,2%)    | 317 (19,4%)   |
| Укупно            | 1.807         | 1.637         |